# Ronnebyån
Ronnebyån är en å i Blekinge och södra Småland och är cirka 85 km lång räknat från sjön Rottnen. Om man räknar längsta möjliga sträcka, från källflödet till havet, är ån 117 km lång. Avrinningsområdet är 1 114 km². Av detta är 70 % skog, 8 % vatten, 5 % åkermark, 2 % betesmark, 2 % tätortsmark och 13 % övrig mark. Medelvattenföringen vid mynningen är cirka 8 m³/s. I registret över Sveriges huvudavrinningsområden är Ronnebyån nummer 82.
Ån rinner upp i sjön Rottnen (149 m ö.h.) i Lessebo kommun och rinner sedan söderut in i Tingsryds kommun, genom Knäsjön, Veden, Hammaren, Viren. Den rinner sedan genom Bastsjön, Hobergssjön, Sandsjön, Krokfjorden, Tattamålasjön och Rötlången, där den har kommer in i Ronneby kommun. Därefter rinner den genom tätorten Kallinge och in i Ronneby där den rinner nedför ett vattenfall, förbi stadshuset och i en krök runt stadskärnan, därefter åter igen söderut förbi Ronneby brunn och ner till Ronnebyhamn där den mynnar ut i Ronnebyfjärden och Östersjön. Ett av Ronnebyåns smalaste partier är naturminnet Djupaforsklyftan.
I nedersta delen av Ronnebyån går en kort tid på sommaren guidade båtturer.
På Karlsnäsgården kan man under sommarperioden hyra kanoter för paddling i Ronnebyån. Sedan 2005 finns även en vandringsled mellan Karlsnäsgården och Ronneby som till stora delar går längs ån.
Vid Ronnebyån i Ronneby återfinns bland annat Gamla rådhuset och Rådhusparken.

## Fiskarter
I ån lever abborre, braxen, bäcköring, gädda, gös, mört, sutare och ål. Nedre delen är känd för sitt regnbågsfiske.

### Blekinges andra åar
- Mörrumsån
- Mieån
- Bräkneån
- Vierydsån
- Nättrabyån
- Lyckebyån